# Томмі Тейлор
Томас Тейлор (англ. Thomas Taylor; 29 січня 1932, Барнслі, Англія — 6 лютого 1958 Мюнхен, ФРН), більш відомий як Томмі Тейлор (англ. Tommy Taylor) — англійський футболіст, нападник. Виступав за англійські клуби «Барнслі» і «Манчестер Юнайтед», а також за збірну Англії. Фізично міцний і високий Тейлор був класичним британським «центрфорвардом», забиваючи багато м'ячів головою. У «Юнайтед» він становив атакуючий дует з Деннісом Вайоллетом. Альфредо ді Стефано назвав його «прекрасним» (ісп. magnifico).
Тейлор був одним з вісьмох футболістів «Манчестер Юнайтед», загиблих під час Мюнхенської авіакатастрофи 1958 року.

## Клубна кар'єра
Тейлор почав грати за футбольну команду місцевої вугільної шахти, де він працював. Коли Томмі було 16 років, його помітили скаути «Барнслі», і в липні 1949 року Тейлор підписав контракт з клубом. Його дебютний матч за основу «Барнслі» відбувся 7 жовтня 1950 року під час зустрічі з «Грімсбі Таун», який «дворняги» виграли з рахунком 3:1. Вже в наступному матчі, який відбувся 4 листопада 1950 року, Тейлор зробив «хет-трик», взявши участь у розгромі «Квінз Парк Рейнджерс» з рахунком 7:0.
Видатна гра за «Барнслі» у Другому дивізіоні привернула увагу скаутів, і в березні 1953 року Тейлор перейшов до чинних чемпіонів Першого дивізіону, «Манчестер Юнайтед», за 29 999 фунтів. (Метт Басбі не хотів, щоб молодий Тейлор зазнався і став футболістом «вартістю в 30 тисяч фунтів». Тому під час передачі трансферних грошей Басбі дістав з гаманця купюру номіналом в 1 фунт і передав її офіціантці як «чайові»).
Тейлору вдався відмінний старт: у дебютному матчі за «Юнайтед» він зробив «дубль». До кінця сезону 1952/53 він забив 7 голів в 11 матчах. Тейлор допоміг «Юнайтед» взяти чемпіонський титул в сезонах 1955/56 і 1956/57, а також забив гол у фіналі Кубка Англії 1957 року, в якому «Манчестер» поступився «Астон Віллі» з рахунком 2:1.
Тейлор був настільки цінним для команди, що Метт Басбі відмовився від рекордної трансферної пропозиції «Інтернаціонале» в 65 000 фунтів в тому ж 1957 році. Якби перехід відбувся, був би побитий світовий рекорд по сумі трансферу футболіста.
Можливо, Тейлор був найбільшим центрфорвардом Англії тієї епохи. Також він вважається одним з найбільш недооцінених футболістів всіх часів: його гольові показники є визначними для будь-якої епохи. За «Юнайтед» він забивав в середньому 2 голи в 3 матчах, або 1 гол за кожні дві години гри на полі. Незважаючи на це, його ім'я мало відоме людям, незнайомим з історією «Манчестер Юнайтед».
Багато хто розглядав Тейлора як ідеальну заміну Нету Лофтгаусу в збірній Англії. Томмі зіграв у 19 матчах за збірну, в яких забив 16 голів.
Тейлор помер миттєво під час Мюнхенської авіакатастрофи 1958 року. До того моменту він був заручений з дівчиною на ім'я Керол.

## Кар'єра в збірній
Тейлор провів 19 матчів за національну збірну Англії на позиції центрфорварда і інсайда. Взяв участь у чемпіонаті світу 1954 року.

### Матчі за першу збірну Англії
| Матчі і голи Тейлора за збірну Англії | Матчі і голи Тейлора за збірну Англії | Матчі і голи Тейлора за збірну Англії | Матчі і голи Тейлора за збірну Англії | Матчі і голи Тейлора за збірну Англії | Матчі і голи Тейлора за збірну Англії |
| ------------------------------------- | ------------------------------------- | ------------------------------------- | ------------------------------------- | ------------------------------------- | ------------------------------------- |
| №                                     | Дата                                  | Суперник                              | Рахунок                               | Голи Тейлора                          | Змагання                              |
| 1                                     | 17 травня 1953                        | Аргентина                             | 0:0                                   | -                                     | Товариський матч                      |
| 2                                     | 24 травня 1953                        | Чилі                                  | 2:1                                   | 1                                     | Товариський матч                      |
| 3                                     | 31 травня 1953                        | Уругвай                               | 1:2                                   | 1                                     | Товариський матч                      |
| 4                                     | 17 червня 1954                        | Бельгія                               | 4:4                                   | -                                     | ЧС-1954                               |
| 5                                     | 20 червня 1954                        | Швейцарія                             | 2:0                                   | -                                     | ЧС-1954                               |
| 6                                     | 14 квітня 1956                        | Шотландія                             | 1:1                                   | -                                     | Домашній чемпіонат 1955/56            |
| 7                                     | 9 травня 1956                         | Бразилія                              | 4:2                                   | 2                                     | Товариський матч                      |
| 8                                     | 16 травня 1956                        | Швеція                                | 0:0                                   | -                                     | Товариський матч                      |
| 9                                     | 20 травня 1956                        | Фінляндія                             | 5:1                                   | -                                     | Товариський матч                      |
| 10                                    | 26 травня 1956                        | ФРН                                   | 3:1                                   | -                                     | Товариський матч                      |
| 11                                    | 6 жовтня 1956                         | Північна Ірландія                     | 1:1                                   | -                                     | Домашній чемпіонат 1956/57            |
| 12                                    | 28 листопада 1956                     | Югославія                             | 3:0                                   | 2                                     | Товариський матч                      |
| 13                                    | 5 грудня 1956                         | Данія                                 | 5:2                                   | 3                                     | Кваліфікація ЧС-1958                  |
| 14                                    | 8 травня 1957                         | Ірландія                              | 5:1                                   | 3                                     | Кваліфікація ЧС-1958                  |
| 15                                    | 15 травня 1957                        | Данія                                 | 4:1                                   | 2                                     | Кваліфікація ЧС-1958                  |
| 16                                    | 19 травня 1957                        | Ірландія                              | 1:1                                   | -                                     | Кваліфікація ЧС-1958                  |
| 17                                    | 19 жовтня 1957                        | Уельс                                 | 4:0                                   | -                                     | Домашній чемпіонат 1957/58            |
| 18                                    | 6 листопада 1957                      | Північна Ірландія                     | 2:3                                   | -                                     | Домашній чемпіонат 1957/58            |
| 19                                    | 27 листопада 1957                     | Франція                               | 4:0                                   | 2                                     | Товариський матч                      |

Загальна: 19 матчів / 16 голів; 11 перемог, 6 нічиїх, 2 поразки.

### Матчі за другу збірну Англії
| Матчі і голи Тейлора за другу збірну Англії | Матчі і голи Тейлора за другу збірну Англії | Матчі і голи Тейлора за другу збірну Англії | Матчі і голи Тейлора за другу збірну Англії | Матчі і голи Тейлора за другу збірну Англії | Матчі і голи Тейлора за другу збірну Англії |
| ------------------------------------------- | ------------------------------------------- | ------------------------------------------- | ------------------------------------------- | ------------------------------------------- | ------------------------------------------- |
| №                                           | Дата                                        | Суперник                                    | Рахунок                                     | Голи Тейлора                                | Змагання                                    |
| 1                                           | 29 лютого 1956                              | Шотландія (B)                               | 2:2                                         | 1                                           | Товариський матч                            |
| 2                                           | 21 березня 1956                             | Швейцарія                                   | 4:1                                         | 3                                           | Товариський матч                            |

Разом: 2 матчі / 4 гола; 2 перемоги.

## Досягнення
Манчестер Юнайтед
- Чемпіон Першого дивізіону (2): 1955/56, 1956/57
- Володар Суперкубка Англії (2): 1956, 1957
- Разом: 4 трофеї

## Статистика виступів
| Клуб              | Сезон             | Ліга | Ліга | Кубок Англії | Кубок Англії | Кубок чемпіонів | Кубок чемпіонів | Суперкубок Англії | Суперкубок Англії | Всього | Всього |
| Клуб              | Сезон             | Ігри | Голи | Ігри         | Голи         | Ігри            | Голи            | Ігри              | Голи              | Ігри   | Голи   |
| ----------------- | ----------------- | ---- | ---- | ------------ | ------------ | --------------- | --------------- | ----------------- | ----------------- | ------ | ------ |
| Барнслі           | 1950/51           | 12   | 7    | 0            | 0            | -               | -               | 0                 | 0                 | 12     | 7      |
| Барнслі           | 1951/52           | 4    | 0    | 0            | 0            | -               | -               | 0                 | 0                 | 4      | 0      |
| Барнслі           | 1952/53           | 28   | 19   | 2            | 2            | -               | -               | 0                 | 0                 | 30     | 21     |
| Барнслі           | Всього            | 44   | 26   | 2            | 2            | 0               | 0               | 0                 | 0                 | 46     | 28     |
| Манчестер Юнайтед | 1952/53           | 11   | 7    | 0            | 0            | -               | -               | 0                 | 0                 | 11     | 7      |
| Манчестер Юнайтед | 1953/54           | 35   | 22   | 1            | 1            | -               | -               | 0                 | 0                 | 36     | 23     |
| Манчестер Юнайтед | 1954/55           | 30   | 20   | 1            | 0            | -               | -               | 0                 | 0                 | 31     | 20     |
| Манчестер Юнайтед | 1955/56           | 33   | 25   | 1            | 0            | -               | -               | 0                 | 0                 | 34     | 25     |
| Манчестер Юнайтед | 1956/57           | 32   | 22   | 4            | 4            | 8               | 8               | 1                 | 0                 | 45     | 34     |
| Манчестер Юнайтед | 1957/58           | 25   | 16   | 2            | 0            | 6               | 3               | 1                 | 3                 | 34     | 22     |
| Манчестер Юнайтед | Всього            | 166  | 112  | 9            | 5            | 14              | 11              | 2                 | 3                 | 191    | 131    |
| Всього за кар'єру | Всього за кар'єру | 210  | 138  | 11           | 7            | 14              | 11              | 2                 | 3                 | 237    | 159    |